# Joseph-Denis Doche
Pour les articles homonymes, voir Doche.
Joseph-Denis Doche dit Doche père  (Paris, 22 août 1766 – Soissons, 19 juillet 1825) est un maître de chapelle, chef d'orchestre et compositeur de musique français.
Il a eu un fils : Alexandre Pierre Joseph Doche dit Doche fils (Paris, 1799 – Saint-Pétersbourg, 1849), également chef d'orchestre et compositeur.
Joseph-Denis Doche a publié en 1822 La musette du vaudeville, un recueil comprenant 428 airs de sa composition écrits pour le vaudeville. Il est disponible sur Internet.
Ces airs très populaires lancés au théâtre étaient fréquemment utilisés pour les chansons des goguettes.

## Biographie

### Les débuts
Il entre à huit ans comme enfant de chœur à la cathédrale de Meaux et y apprend la musique.
À 19 ans il est nommé maître de chapelle à la cathédrale de Coutances place qu'il occupe jusqu'à la Révolution française. Le 8 mai 1792 à Coutances il épouse Marie Ursule Victoire REGNAULT de BRETEL fille de Charles Louis François REGNAULT de BRETEL - Avocat , Juge de Paix, Député de la Manche à la Convention et aux Anciens et de Jeanne Marie Suzanne Olive ROGER de BOISROGER;
Il revient alors à Paris où il continue à étudier la musique sous l'influence des grands maîtres de l'école française en particulier Grétry.

### La carrière au Théâtre du Vaudeville

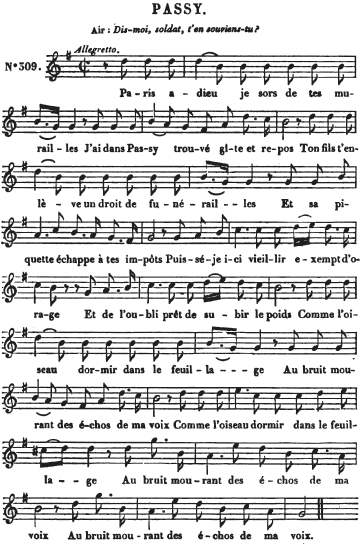
Exemple de remploi d'un air de Doche par Béranger. La paternité de cet air, déjà utilisé par Debraux en 1817 pour sa célèbre chanson Te souviens-tu ?, lui est ici pratiquement attribué.

En 1794, il entre à l'orchestre du Théâtre du Vaudeville. Il en est nommé chef en 1810. Depuis longtemps il était chargé de l'arrangement des partitions des ouvrages nouveaux.
En 1811, dans le recueil de timbres La Clé du Caveau il est le compositeur le plus représenté avec 17 mélodies et en tout 47 chansons y compris toutes les parodies.
Il va se faire connaître et apprécier par les très nombreux airs et morceaux détachés qu'il compose pour le Théâtre du Vaudeville : on en compte plus de 500 parmi lesquels on cite une grande partie de la musique de Fanchon la vielleuse, de La Belle au bois dormant, etc.
En 1817, le célèbre goguettier, poète et chansonnier Émile Debraux choisit de mettre sur un air de Doche les paroles d'une de ses plus fameuses chansons Te souviens-tu ?.
En 1822, Doche publie un recueil de timbres : La musette du vaudeville, ou, Recueil Complet des Airs de Monsieur Doche Ancien Maître de Chapelle et Chef d'Orchestre du Théâtre du Vaudeville. Dans un Avis de l'auteur en tête du livre il écrit :
Ce recueil contient 428 airs classés par ordre de coupes ; en le publiant je n'ai ambitionné d'autre gloire que celle d'être de quelqu'utilité tant aux personnes qui s'amusent à composer des chansons, qu'a celles qui les chantent; si j'ai le bonheur d'obtenir leur suffrage, je dois déclarer que c'est aux aimables et spirituelles productions de Messieurs les auteurs que je devrai le succès de mon entreprise ; ce recueil est donc plus leur ouvrage que le mien, et à ce titre, je les prie d'en accepter la dédicace, et de croire à mon éternelle reconnaissance.
Il précise dans son ouvrage que « L'auteur prévient qu'il ne faut pas s'étonner de trouver quelques pages en blanc... ces lacunes sont faites pour attendre ses nouvelles productions qu'il fera paraitre dans sa seconde et dernière édition. »
En 1822 l'administration du Théâtre des Variétés, grand concurrent du Théâtre du Vaudeville, s'empare d'airs contenus dans le recueil, les applique à des paroles et les fait chanter par ses acteurs sans en avoir acquis le droit et sans le consentement de l'auteur.
Doche intente un procès et le gagne. Mais il est cassé en appel la cour estimant que les emprunts sont légitimes. Doche se pourvoit alors en cassation et finalement renonce à la procédure.

### Autres activités et fin de la carrière de Doche
Outre son activité au Théâtre du Vaudeville Doche fait représenter quelques opéras comiques aux théâtres secondaires, entre autres Point de bruit, en 1804, au Théâtre de la Porte-Saint-Martin. Il écrit également quelques messes pour grand orchestre pour la fête de Sainte Cécile, notamment une donnée à Paris à l'église Saint-Eustache en 1809.
Il participe aux activités de la Société du Caveau. Comme Plantade et Romagnési il est « admis aux dîners des grandes solennités ».
Il quitte son poste de chef d'orchestre au Théâtre du Vaudeville. Son fils Alexandre-Pierre-Joseph Doche, également compositeur, lui succède.
Malade, il se retire au mois d'avril 1825 à Soissons et y meurt le 19 juillet de la même année, six jours seulement après s'être remarié à son domicile, ne pouvant quitter le lit,.

### Postérité de Doche en Belgique
Deux chansons wallonnes très connues en Wallonie dialectale se chantent encore aujourd'hui sur un air de Joseph-Denis Doche repris à partir de la chanson d'Émile Debraux Te souviens-tu ? : Lolote de Jacques Bertrand et Li Pantalon trawé de Charles du Vivier de Streel.
L'air est également repris de nos jours, à partir de Lolote, par les étudiants belges pour des chansons paillardes : Le fusil, L'ancien étudiant et le chant des étudiants de la Faculté des Sciences Agronomiques de Gembloux.

### Compte-rendu du procès de Doche contre le Théâtre des Variétés en 1822
Le procès est rapporté ainsi en 1830 par Alexandre François Auguste Vivien et Edmond Adolphe Blanc :
M. Doche, compositeur connu par une foule de petits airs charmants, en avait publié la collection dans un volume publié sous le titre de Musette du Vaudeville.
L'administration du théâtre des Variétés s'empara de plusieurs airs contenus dans ce recueil, les appliqua à des paroles, et les fit chanter par ses acteurs sans en avoir acquis le droit et sans le consentement de l'auteur. Sur la plainte portée par ce dernier, le tribunal de police correctionnelle de Paris prononça en ces termes, le 15 février 1822 :
Attendu qu'aux termes des lois des 19 janvier 1791 et 19 juillet 1793, les ouvrages dramatiques  des auteurs vivants ne peuvent être représentés sur aucun théâtre public sans leur consentement ;
Que la loi du 19 juillet 1793 a consacré, en faveur des écrivains en tous genres, compositeurs de musique, peintres et dessinateurs, qui feraient graver des dessins ou tableaux, le droit exclusif, pendant leur vie, de vendre, faire vendre, distribuer leurs ouvrages, et d'en céder la propriété en tout ou en partie ;
Que celle du 1er septembre 1793 a encore pris le soin de garantir de nouveau aux auteurs d'ouvrages dramatiques la propriété de ces mêmes ouvrages, et le droit d'en disposer librement  pendant leur vie, soit par la voie de l'impression, soit par celle de la représentation ;
Que de ces dispositions législatives géminées « résulte clairement, au profit des auteurs, la garantie d'un droit de propriété qu'ils peuvent exercer, soit distinctement et séparément, par le moyen de la représentation ou de l'impression, soit par les deux moyens simultanément ;
Qu'on doit entendre par représentation tout moyen par lequel on reproduit un ouvrage devant le public, et que cette expression de la loi s'applique aussi bien aux compositions musicales qu'on fait entendre, qu'à des ouvrages dramatiques qu'on reproduit, soit en les récitant, soit à l'aide du spectacle ;
Que le législateur, en reconnaissant le droit de propriété des auteurs, n'a fait aucune distinction entre les ouvrages, d'après leur plus ou moins d'étendue, d'après leur plus ou moins d'importance présumée ;
Qu'en effet ce droit est invariable, quelle que soit l'œuvre, puisqu'il prend sa source dans le fait de l'invention, qui appartient à l'auteur, et que le mesurer d'après l'appréciation qu'on ferait de l'ouvrage serait donner lieu à l'arbitraire ;
Que l'auteur d'une composition légère, telle qu'une romance, un air, un article, doit jouir de toute la plénitude de son droit de propriété, aussi bien que celui d'un genre plus élevé tels que seraient une tragédie, un opéra ;
Qu'en appliquant ces principes à la cause, Doche, auteur d'un recueil d'airs intitulé Musette du Vaudeville, bien qu'il les ai déjà fait graver et publier, et qu'il les fasse chanter sur le théâtre du Vaudeville, a droit de s'opposer à ce qu'on les chante sur d'autres théâtres sans son consentement ;
Que si un arrêté du ministre de l'intérieur, en date du 25 avril 1807, en déterminant les attributs des différents théâtres, a laissé dans le domaine du Vaudeville et des Variétés la représentation de scènes mêlées de couplets, sur des airs connus, on ne peut pas déduire de ces expressions qu'il soit loisible à l'administration de chacun de ces théâtres de s'emparer de tous les airs qui auraient été gravés ou publiés, et de les introduire dans les pièces de leur domaine, contre le gré et l'assentiment des auteurs encore existants ;
Que les mots, airs connus, employés dans l'arrêté réglementaire du ministre, ne peut signifier que les airs qui sont tombés légalement dans le domaine public ; que prêter un autre sens à cette décision au droit de propriété consacré et garanti par toute la législation, ce qui eût excédé les attributions du ministre de l'intérieur, et ce qu'on ne peut supposer avoir été dans son intention ;
Fait défense aux administrateurs du théâtre des Variétés, de plus à l'avenir faire chanter ou jouer sur leur théâtre aucun air de la composition de Doche, etc.
Ce jugement était parfaitement conforme aux principes ; cependant, sur l'appel interjeté par le théâtre des Variétés, il a été infirmé par un arrêt dont voici la teneur :
Considérant que les dispositions des lois des 19 janvier 1791 et 19 juillet 1793 ne s'étendent pas à toute espèce de production dramatique indistinctement, mais qu'elles se bornent aux ouvrages des auteurs vivants ;
Que ce mot ne peut s'entendre que de l'ensemble d'une production ; que tel est aussi le sens dans lequel il a été employé dans la loi du 19 juillet, puisque la sanction consiste dans la confiscation du produit total des représentations au profit des auteurs ;
Qu'il en résulte qu'en droit comme en fait les auteurs de vaudevilles ont toujours eu jusqu'à présent la faculté de s'emprunter mutuellement des parties détachées de leurs compositions musicales ;
Que cette faculté ne saurait être restreinte sans nuire à cette partie de l'art dramatique dont le succès, sous le rapport musical surtout, repose moins sur le mérite d'une création nouvelle que sur celui de l'application des airs connus ;
Par ces motifs, la cour infirme le jugement, etc.
M. Doche s'était pourvu en cassation : déjà son pourvoi était admis par la section des requêtes ; M. Favard annonçait dans son Répertoire, que probablement l'arrêt serait cassé, lorsque le demandeur a abandonné le procès. La question n'a donc point été jugée par la cour suprême ; mais nous sommes convaincus que la prédiction de l'auteur du Répertoire se serait réalisée. Les motifs du jugement infirmé par la cour nous paraissent subsister dans toute leur force, malgré l'arrêt, et nous persistons dans l'opinion que ce jugement avait consacrée.

## Quelques œuvres

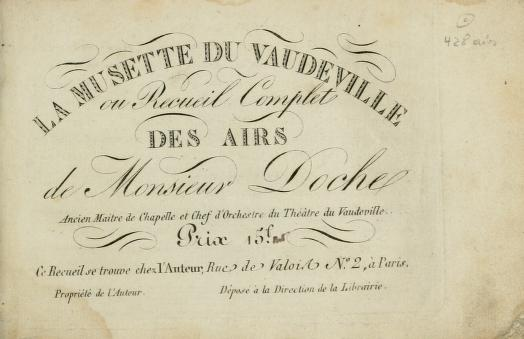
Le recueil complet publié en 1822.

- La musette du vaudeville, ou, Recueil complet des airs de Monsieur Doche Ancien Maître de Chapelle et Chef d'Orchestre du Théâtre du Vaudeville, chez l'Auteur, Paris 1822, 498 pages[2].
- Arioste gouverneur ou Le Triomphe du génie, livret de Jean-Louis Brousse et Jean-François Roger, vaudeville en un acte, Paris 1800.
- Point de bruit ou Le Contrat simulé, livret de Mathieu Jean de Tournay, opéra comique en deux actes, Paris 1802.
- Les Deux Sentinelles, livret de Charles Henrion et Michel-Nicolas Balisson baron de Rougemont, opéra comique en un acte, Paris 1803.
- Fanchon la vielleuse livret de Jean-Nicolas Bouilly et Joseph-Marie Pain, comédie en trois actes, mêlée de vaudevilles, Paris, Théâtre du Vaudeville, 18 janvier 1803.
- Le Poète satirique, livret de Jean Nicolas Bouilly, vaudeville en un acte, Paris 1803.
- Le Séducteur en voyage ou Les Voitures versées, livret de Emmanuel Dupaty, vaudeville en deux actes, Paris 1806.
- Lantara, ou Le Peintre au cabaret, vaudeville en un acte, livret de Desfontaines-Lavallée, Pierre-Yves Barré, Jean-Baptiste Radet et Louis Picard, Paris, Théâtre du Vaudeville, 2 octobre 1809[10].
- Le Petit Pêcheur, livret de Théophile Marion Dumersan, vaudeville en un acte, Paris 1810.
- La Belle au bois dormant livret de Jean Nicolas Bouilly et Théophile Marion Dumersan, féerie-vaudeville en deux actes, Paris, Théâtre du Vaudeville, 20 février 1811.
- Les Deux Edmond, livret de Pierre-Yves Barré, Jean-Baptiste Radet et Desfontaines-Lavallée, vaudeville en deux actes, Paris 1811.
- Les Pages au sérail livret de Armand Dartois et Marie-Emmanuel-Guillaume-Marguerite Théaulon de Lambert dit Léon, vaudeville en deux actes, Paris 1811.
- Une nuit de la garde nationale, livret de Eugène Scribe et Charles-Gaspard Delestre-Poirson, vaudeville en un acte, Paris 1815.
- Angéline ou La Champenoise, livret de Armand Dartois et Marie-Emmanuel-Guillaume-Marguerite Théaulon de Lambert dit Léon, comédie-vaudeville en un acte, imitée de l'allemand, Paris, Théâtre des Variétés, 5 avril 1819.
- Frontin mari garçon, livret de Eugène Scribe et Mélesville, comédie-vaudeville en un acte, Paris, Théâtre du Vaudeville, 18 janvier 1821.
- Rataplan ou Le Petit Tambour, livret de Sewrin et Émile Vizentini, vaudeville-anecdote en un acte, Paris, Théâtre du Vaudeville, 25 février 1822.
- La Pauvre Fille, livret de Armand Michel Dieulafoi et Armand Dartois, vaudeville en un acte, Paris 1823.
- La Chasse au renard, livret de Émile Marco de Saint-Hilaire et Adèle Daminois, vaudeville en un acte, Paris 1824.
- Polichinelle aux eaux d'Enghien, livret de Marie-François-Denis-Térésa Le Roi, baron d'Allarde dit Francis et Armand Dartois, vaudeville en un acte, Paris 1824.

## Sources
- François-Xavier Feller, François Marie Pérennès, Jean Baptiste Pérennès Biographie universelle, ou Dictionnaire historique des hommes qui se sont fait un nom par leur génie, leurs talents, leurs vertus, leurs erreurs ou leurs crimes, Gauthier éditeur, Paris 1834, volume 4, page 339[11].
- Charles Gabet Dictionnaire des artistes de l'école française au XIXe siècle, Mme Vergne, Paris 1834, page 221[12].

## Iconographie
- Portrait de Joseph-Denis Doche par Antoine Claude Fleury.